# 洛斯特拉雷斯
洛斯特拉雷斯（西班牙語：Los Telares），是阿根廷的城鎮，位於該國北部聖地亞哥-德爾埃斯特羅省，是薩拉維納縣的首府，海拔高度98米，該地區的地震活動頻繁和低強度，2010年人口2,573。
28°59′S 63°26′W / 28.983°S 63.433°W